# Guy Sebastian
Guy Theodore Sebastian (* 26. října 1981 Klang) je malajsko-australský zpěvák populární hudby. V roce 2003 vyhrál první ročník televizní soutěže Australian Idol. V roce 2015 reprezentoval Austrálii na Eurovision Song Contest a skončil na pátém místě. Čtyřikrát získal ARIA Music Award (australskou obdobu americké Grammy). Vydal deset alb, z toho dvě se dostala na špičku australské prodejní hitparády. K jeho nejznámějším písním patří „Battle Scars“ nebo „Angels Brought Me Here“. V Austrálii je populární též jako člen poroty tamních verzí talentových televizních soutěží The X Factor (2010, 2011, 2012, 2015 a 2016) a The Voice Australia (2019).

## Diskografie
- Just as I Am (2003)
- Beautiful Life (2004)
- Closer to the Sun (2006)
- The Memphis Album (2007)
- Like it Like That (2009)
- Armageddon (2012)
- Madness (2014)
- Conscious (2017)
- T. R. U. T. H. (2020)
- 100 Times Around the Sun (2025)